# Powiat Ōshima (Kagoshima)
Powiat Ōshima (jap. 大島郡 Ōshima-gun) – powiat w Japonii, w prefekturze Kagoshima. W 2020 roku liczył 63 322 mieszkańców.

## Miejscowości i wsie
- Amagi
- China
- Isen
- Kikai
- Setouchi
- Tatsugō
- Tokunoshima
- Uken
- Wadomari
- Yamato
- Yoron

## Historia[2]

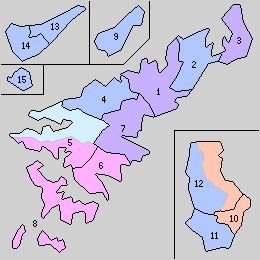
Powiat Ōshima w 1889 r. (Toshima pominięta)

Powiat Ōshima (jap. 囎唹郡) był częścią prowincji Ōsumi. Powiat został założony 1 lipca 1879 roku. Wraz z utworzeniem nowego systemu administracyjnego na wyspach 1 kwietnia 1908 roku powiat Ōshima został podzielony na 16 wiosek: Naze, Tatsugō, Kasari, Yamato, 焼内村, 東方村, Sumiyō, Chinzei, Kikai, Kametsu, Shimajiri, Amagi, Wadomari, China, Yoron oraz Toshima.
- 20 maja 1916: (19 wiosek)
  - z części wsi 焼内村 powstała wioska Nishikata.
  - z części wsi Chinzei powstała wioska Saneku.
  - z części wsi Amagi powstała wioska Higashiamagi.
- 15 sierpnia 1917 – wioska 焼内村 zmieniła nazwę na Uken.
- 1 kwietnia 1919 – z części wsi Kikai powstała wioska Sōmachi. (20 wiosek)
- 1 sierpnia 1921 – wioska Shimajiri zmieniła nazwę na Isen.
- 1 października 1922: część wsi Naze zdobyła status miejscowości. Z pozostałej części tej wioski powstała wioska Mikata. (1 miejscowość, 20 wiosek)
- 1 kwietnia 1936 – wioska 東方村 zdobyła status miejscowości i zmieniła nazwę na Konija. (2 miejscowości, 19 wiosek)
- 1 maja 1941 – wioska Wadomari zdobyła status miejscowości. (3 miejscowości, 18 wiosek)
- 1 października 1941 – wioska Kikai zdobyła status miejscowości. (4 miejscowości, 17 wiosek)
- 1 stycznia 1942 – wioska Kametsu zdobyła status miejscowości. (5 miejscowości, 16 wiosek)
- 1 lipca 1946 – miejscowość Naze zdobyła status miasta. (4 miejscowości, 16 wiosek)
- 1 września 1946 – wioska China zdobyła status miejscowości. (5 miejscowości, 15 wiosek)
- 10 lutego 1952 – z części wsi Toshima powstała wioska Mishima (wyspy Take, Iō i Kuro). (5 miejscowości, 16 wiosek)
- 1 lutego 1955 – wioska Mishima połączyła się z miastem Naze. (5 miejscowości, 15 wiosek)
- 1 września 1956 – w wyniku połączenia miejscowości Koniya z wioskami Chinzei, Saneku, i Nishikata powstała miejscowość Setouchi. (5 miejscowości, 12 wiosek)
- 10 września 1956 – miejscowość Kikai powiększyła się o teren wsi Sōmachi. (5 miejscowości, 11 wiosek)
- 1 kwietnia 1958 – w wyniku połączenia miejscowości Kametsu i wioski Higashiamagi powstała miejscowość Tokunoshima. (5 miejscowości, 10 wiosek)
- 1 stycznia 1961: (7 miejscowości, 8 wiosek)
  - wioska Kasari zdobyła status miejscowości.
  - wioska Amagi zdobyła status miejscowości.
- 1 stycznia 1962 – wioska Isen zdobyła status miejscowości. (8 miejscowości, 7 wiosek)
- 1 stycznia 1963 – wioska Yoron zdobyła status miejscowości. (9 miejscowości, 6 wiosek)
- 1 kwietnia 1973 – wioski Mishima i Toshima stały się częścią powiatu powiatu Kagoshima. (9 miejscowości, 4 wioski)
- 10 lutego 1975 – wioska Tatsugō zdobyła status miejscowości. (10 miejscowości, 3 wioski)
- 20 marca 2006 – w wyniku połączenia miejscowości Kasari, wioski Sumiyō z miastem Naze powstało miasto Amami. (9 miejscowości, 2 wioski)